# ハイパス

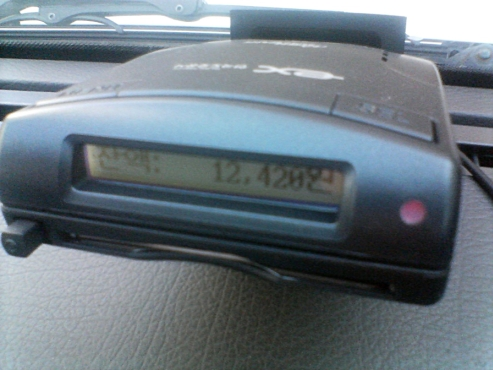
ハイパス車両端末機

ハイパス（朝鮮語: 하이패스）は、大韓民国で高速国道の通行料金を無線通信を利用して支払うことができるようにするノンストップ自動料金収受システムである。2007年に導入された。
日本のETCと同じ仕組みを持つことから、韓国製の映像作品でも大抵の場合、“ETC”と日本語訳されやすい。

## 利用方法
ハイパスは、送受信機能を持った車両端末機にICカードを挿入して利用する。車両端末機は韓国道路公社の各営業所や高速道路休憩所、オンラインショッピングモールなどで販売されている。
ICカードは、あらかじめチャージして使用する先払い式の「ハイパスプラスカード」と、各クレジットカード会社が発行する後払い式（ポストペイ）の「ハイパスカード」の2種類がある。なお「ハイパスプラスカード」には記名式と無記名式があり、記名式では、インターネットでの利用履歴照会や紛失時の残高補償、残高が一定額以下になった際にあらかじめ指定した金額を銀行口座からオートチャージするサービスが受けられる。ICカードがあれば、車両端末機がなくても料金所で職員にカードを渡す方法でも利用できる。
端末機によって異なるが、一般的に電源を入れればカードの種類がしばらく表示され、その後常時残額が表示され（カードがない場合はカードなし、カードが正常に認識できない場合カードエラーと表示される）、車両端末機の電源を入れたまま料金所の専用レーンを30km/h以下で通過すれば、料金が計算される。（高速道路に進入する際には料金が0ウォンと表示される）一部端末機では料金所通過時、通行料金と残額を音声で知らせる機能がある。
高速バス車両などを除いてハイパスの車両端末機の普及率がいまだに高くなく、民間資本高速道路にはソウル外郭循環高速道路、仁川国際空港高速道路を除いてハイパス専用車線がない。一部料金所では、ハイパス、一般車の混在レーンとなっているところもある。料金を支払わずハイパス専用車線を通過すれば、遮断機が降りて車両の逃走を防いでいる。一部の料金所では車両が通過するときのみ遮断機を上げたりもするので、ハイパス専用レーンに一般車両が進入すれば後続車両の通行の支障にもなりかねない。
日本のスマートインターチェンジに相当する、ハイパス専用インターチェンジも増加している。

## 歴史

### 2000年
- 1月6日 : 韓国道路公社が3月から試験的な実施をする計画を発表
- 6月30日 : ハイパス試験導入開始。城南、淸溪、板橋など3か所の料金所の上下線それぞれ1車線ずつ、合計6か所設置

### 2001年
- 4月 : 情報通信部の周波数使用問題で端末機の新規貸出中止。以降はIR方式の端末機開発が必要となった

### 2005年
- 10月31日 : 仁川、南仁川、河南、土坪料金所などにハイパス車線開通
- 12月1日 : 金浦、始興、九里などにハイパス車線開通。ハイパス利用時5%割引を実施（2012年6月30日まで）

### 2007年
- 12月20日 : ハイパスの全国の営業所が完全開業

### 2008年
- 4月1日 : ハイパスプラスカードの管理を韓国道路公社からハイプラスカード株式会社へ移管
- 9月1日 : 1.5t以下の貨物車と4.5t未満のボックストラックに対してハイパス端末機発給開始
- 10月6日 : ハイパスの全国平均利用率が30%を突破
- 10月16日 : ハイパス端末機新規貸出中止（端末機の販売は継続）

### 2009年
- 3月25日 : 後払いハイパスカードサービス開始。先払い電子カードチャージ割増制廃止

### 2010年
- 7月1日 : 4.5t未満の貨物車（ボックストラックおよび開放型の貨物車）へのハイパス利用拡大
- 12月2日 : ハイパスの全国平均利用率が50%を突破

### 2011年
- 11月28日 : 牽引車両など特殊車両へのハイパス利用拡大

### 2014年
- 9月1日 : ハイパス幸福端末機の販売開始
- 10月1日 : 南海高速道路第二支線西釜山料金所の移設に伴い同料金所に多車線ハイパスシステム導入

### 2015年
- 10月12日 : 4.5t以上の貨物車へのハイパス利用拡大に向けて貨物車用のハイパス幸福端末機を販売開始
- 10月15日 : 4.5t以上の貨物車（車幅2.5m以下、貨物積載幅3.0m以下）へのハイパス利用拡大

### 2016年
- 3月29日 : 4.5t以上の貨物車ハイパス専用車線転換

### 2017年
- 10月 : 南海高速道路西霊岩料金所と南順天料金所にスマートトーリングシステム導入[2]
- 12月 : 嶺東高速道路大関嶺IC、東海高速道路江陵ICに多車線ハイパスシステム導入[3]

### 2018年
- 2月5日 : 仁川国際空港高速道路仁川空港料金所に多車線ハイパスシステム導入[4]
- 3月29日 : 中部内陸高速道路支線流川IC開通に伴い同ICの料金所にスマートトーリングシステム導入
- 11月15日 : 大田の川辺都市高速化道路にハイパス開通

### 2019年
- 2月 : ソウル-襄陽高速道路南楊州料金所に多車線ハイパスシステム導入
- 11月28日 : 第二京仁高速道路南仁川料金所に多車線ハイパスシステム導入[5]
- 12月 : 京釜高速道路釜山料金所に多車線ハイパスシステム導入
- 12月27日 : 京釜高速道路ソウル料金所ソウル方面に多車線ハイパスシステム導入[6]
- 12月30日 : 京釜高速道路ソウル料金所釜山方面に多車線ハイパスシステム導入[6]

### 2020年
- 1月23日 : 湖南高速道路東光州料金所と光州料金所に多車線ハイパスシステム導入[7]
- 10月16日 : 中央高速道路南原州ICに多車線ハイパスシステム導入[8]
- 11月7日 : 平沢坡州高速道路高陽料金所に多車線ハイパスシステム導入

### 2021年
- 4月16日 : 国内最初の都心内部におけるハイパス料金所となる新月汝矣地下道路が開通[9]

## 外部サイト
- ハイパスプラス（韓国語）